# ヤコブ・キェルセム

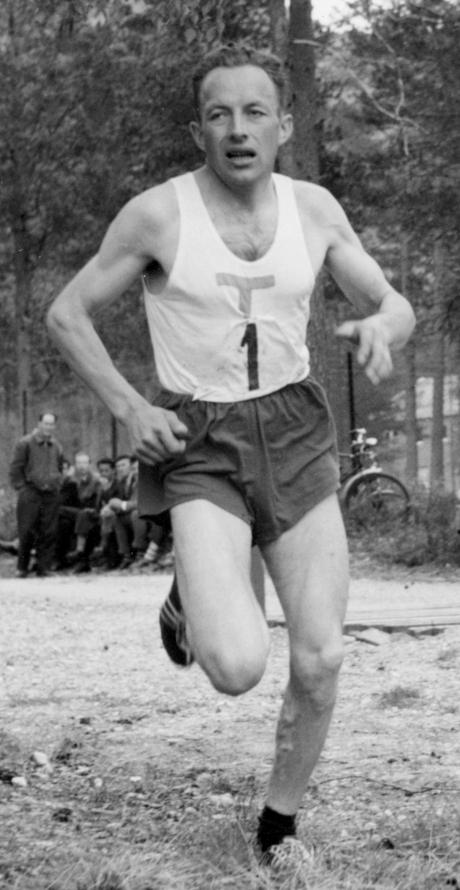
ヤコブ・キェルセム（1960年）

ヤコブ・キェルセム(Jakob Kjersem、1925年8月2日 – 2009年6月11日)は、ノルウェー、ムーレ県トレスフィヨルド出身の元陸上競技選手。
主に10000メートルを専門にしていた。ノルウェー国内ではマルティン・ストッケンやオイスタイン・サクスヴィクによって阻まれ10000メートルでチャンピオンになったことはないものの、1948年、1949年、1951年、1956年に2位につけている。1956年のスタヴァンゲルで開催されたノルウェー陸上競技選手権では30分13秒8の自己ベストを記録した。
ノルウェー代表としては1948年のロンドンオリンピックでは10000メートルの決勝で順位無し 、1952年のヘルシンキオリンピックではマラソン競技に出場し24位となっている。
彼は陸上選手以外では農家やスポーツジャーナリストとして活動しており、地元のスポーツ史についての本を出版している。
2009年6月11日に死去。83歳だった。